# Monte Hátis
O monte Hátis (em armênio: Հատիս Լեռ; romaniz.: Hatis leṙ)[a] é um vulcão extinto na província de Cotaique, na parte noroeste das montanhas Guelama, a nordeste do planalto de Cotaique. Sua elevação é de 2 528 metros. Seu nome atual está relacionado ao deus Átis, mas no passado também foi chamado Xamirama (Շամիրամա, Šamirama), em referência à rainha Semíramis. Na montanha estão as ruínas da fortaleza de Xamirama (ou Coroglu), que segundo a tradição popular, foi o local onde Ara, o Belo conheceu Semíramis.
As fontes Carassunaque fluem de suas encostas, de onde começa o primeiro suprimento de água de Erevã (construído em 1912). É composto de lavas do Plioceno Superior (riólitos, dacitos, andesito-dacitos, obsidianas) e perlitos, As encostas são íngremes perto do cume, nas partes média e baixa são dissecadas por ravinas profundas e radialmente estendidas. Há afloramentos rochosos cobertos com vegetação de prado-estepe.